# 고사전
《고사전》은 진(晉)나라 황보밀(皇甫謐)이 지은 중국 고대 필기류 인물전기집 가운데 하나로 상·중·하 3권에 총 91조(96名)의 짤막한 고사로 이루어져 있으며, 그 내용은 요(堯) 시대의 피의(被衣)로부터 위말(魏末)의 초선(焦先)까지 청고(淸高)한 고사들의 언행과 일화를 수록하고 있다.

## 개관
‘고사(高士)’는 ‘품행이 고상한 선비’ 또는 ‘재야의 은군자’를 뜻하는 말로 ‘은사(隱士)’와 같은 의미로 쓰인다. 일반적으로 중국 고대(특히 전국 시대 이후)의 ‘사(士)’는 주로 문인 사대부를 지칭하는데, 이는 ‘사’와 ‘은사’의 두 부류로 나누어 볼 수 있다. 조정이나 지방의 관리로서 국록(國祿)을 먹고 생활하는 부류를 ‘사’라 하며, 이와는 반대로 청렴결백한 절조를 지니고 성명(性命)을 보전하면서 부귀영달을 하찮게 여기는 부류를 ‘은사’라 한다. 이러한 은사 또는 고사의 부류는 처사(處士)·일사(逸士)·유인(幽人)·고인(高人)·처인(處人)·일민(逸民)·유민(遺民)·은자(隱者)·은군자 등으로도 불린다. 이러한 고사층의 형성에는 여러 가지 요인이 있겠지만, 그 주된 요인을 찾아본다면 사회적으로는 춘추전국·서한말·동한말·위진교체 시기 등 혼란한 시대환경에 대처하기 위한 일종의 처세방법적 모색을 들 수 있겠고, 사상적으로는 난세에 풍미했던 도가의 피세은일 사상을 들 수 있다.
이러한 피세은일적인 경향의 고사는 도가적인 색채가 강하게 풍기며 위진남북조 소설의 주류 가운데 하나인 지인소설(志人小說)의 면모를 동시에 지니고 있어서, 중국 고대 도가문학과 필기소설을 연구하는 데 중요한 작품 가운데 하나로 여겨지고 있다. 《고사전》은 지인소설이 종래의 사전문학(史傳文學)의 굴레에서 벗어나 독립된 소설양식으로 정착하기까지의 과도기적인 특색을 갖추고 있다. 또한 《고사전》에 실려 있는 고사 가운데 일부는 후대의 여러 문인들이 전고(典故)로 즐겨 사용했 그 영향력이 자못 크다. 그리고 《고사전》은 현존하는 최고(最古)의 ‘은일전집(隱逸專集)’으로 《후한서(後漢書)》 〈일민열전(逸民列傳)〉의 성립에 지대한 영향을 미쳤으며, 이는 대부분의 후대 정사(正史)에서 〈은일전〉을 따로 입전(入傳)하는 기풍을 조성했다.

## 편찬 배경
황보밀은 〈고사전서〉에서 《고사전》을 편찬하게 된 배경을 다음과 같이 간략히 밝혔다.
그러므로 고상한 현사(賢士)는 왕정(王政)에서 우선하는 바이며 혼탁하고 탐욕스러움을 고치도록 격려하는 데 모범이 된다. 사마천(司馬遷)과 반고(班固)의 기록에는 빠지고 소략한 부분이 많으며, 양홍(梁鴻)은 일민(逸民)에 대한 찬송을 짓고 소순(蘇順)은 고사를 품류(品類)했지만 혹 절조(節操)를 굽힌 자를 수록하여 뒤섞여 순수하지 못하다. 또한 가까이 진(秦)·한대(漢代)에서 취하고 먼 옛날에는 미치지 못했다. 대저 그 사람을 그리워하면 그 집 나무까지도 사랑하게 되는데, 하물며 그 덕을 칭송하고 그 일을 칭찬함에랴! 나는 고금 팔대(八代)의 선비 중에서 몸을 왕공(王公)에게 굽히지 않고 이름을 평생 훼손시키지 않은 자로 요(堯)임금 시대부터 위대(魏代)까지 무릇 90여 명을 채록했다. 하지만 비록 절조를 지킴이 이제(夷齊)와 같고 거취가 양공(兩龔)과 같다 할지라도 (이런 사람은) 모두 수록하지 않았다.
然則高讓之士, 王政所先, 厲濁激貪之務也. 史·班之載, 多所闕略, 梁鴻頌逸民, 蘇順科高士, 或錄屈節, 雜而不純, 又近取秦·漢, 不及遠古. 夫思其人, 猶愛其樹, 況稱其德而贊其事哉! 謐采古今八代之士, 身不屈於王公, 名不耗於終始, 自堯至魏, 凡九十餘人. 雖執節若夷齊, 去就若兩龔, 皆不錄也.

여기에서 황보밀은 《고사전》을 편찬하게 된 배경을, 《사기》와 《한서》에 ‘고사’에 대한 기록이 빠져 있거나 소략한 점을 보충하기 위한 것과 이전에 양홍과 소순 등이 지었던 일민과 고사에 대한 전(傳)의 선록표준(選錄標準)이 순수하지 못하고 선록인물의 범위가 협소한 점을 보충하기 위한 것이라고 밝혔다. 이어서 황보밀은 《고사전》의 선록범위를 “고금 팔대의 선비”, 즉 “요임금 시대부터 위대까지 무릇 90여 명”이라고 분명히 제시했으며, 선록표준을 “몸을 왕공에게 굽히지 않고 이름을 평생 훼손시키지 않은 자”로 제한했다. 이러한 엄격한 표준에 따라 황보밀은 심지어 공자와 사마천의 칭송을 받은 이제와 반고의 표창을 받은 양공까지도 《고사전》에 수록하지 않았다. 그 이유는 비록 이제가 주(周)나라의 곡식을 먹지 않고 굶어 죽을 정도로 고상한 절조를 지녔지만 무왕(武王)의 말고삐를 붙잡고 간한 것(叩馬而諫)과 양공이 잠깐이나마 벼슬한 것이 ‘자굴(自屈)’의 행위와 같다고 여겼기 때문으로 보인다.
황보밀이 살았던 시기는 동한 말에서 서진 초까지인데, 이 시기는 동한 말의 농민 봉기로부터 시작하여 위촉오 삼국의 쟁패가 일어났고 다시 조씨(曹氏) 집단과 사마씨(司馬氏) 집단의 투쟁이 이어졌던 그야말로 어지러운 시대였다. 무상한 권력의 부침에 따라 그와 관련된 사인(士人)들의 안위도 무상했다. 이러한 상황 하에서 도가적인 피세은일 사상이 지식인들 사이에 만연하게 되었으며, 양한 사인들이 열중했던 장구지학(章句之學)이 이미 폐기되었고 대신 《노(老)》·《장(莊)》·《역(易)》을 위주로 한 현학(玄學)이 일체의 사상조류를 압도하게 되었다. 황보밀은 본래 사족(士族) 출신이었으나 자신의 세대에 이르러서는 관직도 없었고 집안도 매우 빈궁한데다 병약하기까지 하여 현실에 참여할 기반이 없었다. 따라서 황보밀은 자연히 자신이 처했던 급변하는 어지러운 시대에서 물러나 은거하면서 성명(性命)을 보전하는 처세방법을 선택하게 된 것으로 보인다.

## 기술 방법
《고사전》에서 취하고 있는 기술 방법은 이른바 ‘열전체’로서 사마천의 《사기》에서 확립된 것이다. 사마천은 대상 인물의 신분·사상·행위·지역 등에 따라 분전(分傳)하거나 합전(合傳)하여 ‘열전’에 기록했는데, 이러한 기술방법은 《한서》와 《후한서》로 이어지면서 정사 인물열전의 전범이 되었다. 그 후 이를 바탕으로 하여 ‘∼별전(別傳)’·‘∼내전(內傳)’·‘∼외전(外傳)’과 같은 개별 전기가 지어졌고, 더 나아가 ‘신선’·‘열녀’·‘기구(耆舊)’·‘선현’·‘명사’·‘열사’·‘일사’·‘고사’ 등을 표제로 한 동류(同類)의 인물 합전이 단독으로 유행하게 되었다. 《고사전》은 바로 당시에 유행했던 이러한 ‘열전체’의 기술방법을 취했는데, 그 중에서 한대 유향(劉向)의 《열녀전》과 《열선전(列仙傳)》의 체재에서 많은 영향을 받은 것으로 보인다.
금본 《고사전》에 수록된 고사 가운데 황보밀 자신이 창작한 것은 39조이고, 나머지 52조는 이전의 여러 전적에서 그대로 채록하거나 몇 군데에서 채록하여 조합하거나 또는 일부는 채록하고 일부는 개작하는 등의 방법으로 기술되어 있다. 채록한 전적을 살펴보면 《장자》에서 16조를 채록하여 가장 많고, 다음으로 《사기》에서 8조, 《한서》에서 6조, 《논어》와 《열자》에서 각 5조, 《열선전》과 《열녀전》에서 각 3조, 《전국책(戰國策)》·《한시외전(韓詩外傳)》·《회남자(淮南子)》에서 각 2조를 채록했으며, 그밖에 《좌전(左傳)》·《맹자(孟子)》·《한비자(韓非子)》·《여씨춘추(呂氏春秋)》·《초사(楚辭)》·《논형(論衡)》·《설원(說苑)》·《공총자(孔叢子)》 등에서 각 1조씩을 채록했다.

## 수록 인물
금본(今本) 《고사전》의 체재는 상·중·하 3권 91조에 총 96명의 고사가 수록되어 있는데, 수록 고사의 목록을 살펴보면 다음과 같다.

### 권상
총 28조 29명
- 〈피의被衣〉 〈왕예王倪〉 〈설결齧缺〉 〈소보巢父〉 〈허유許由〉(이상 요 시대 사람 5명)
- 〈선권善卷〉 〈자주지보子州支父〉 〈양부壤父〉 〈석호지농石戶之農〉 〈포의자蒲衣子〉(이상 순 시대 사람 5명)
- 〈피구공披裘公〉 〈강상장인江上丈人〉 〈소신직小臣稷〉 〈현고弦高〉 〈상용商容〉 〈노자이이老子李耳〉 〈경상초庚桑楚〉 〈노래자老萊子〉 〈임류林類〉 〈영계기榮啓期〉 〈하궤荷蕢〉 〈장저걸닉長沮桀溺〉 〈석문수石門守〉 〈하조장인荷篠丈人〉 〈육통陸通〉 〈증삼曾參〉 〈안회顔回〉 〈원헌原憲〉

### 권중
총 35조 39명
- 〈한음장인漢陰丈人〉 〈호구자림壺丘子林〉 〈노상씨老商氏〉 〈열어구列禦寇〉(이상 춘추 시대 사람 23명)
- 〈장주莊周〉 〈단간목段干木〉 〈동곽순자東郭順子〉 〈공의잠公儀潛〉 〈왕두王斗〉 〈안촉顔斶〉 〈검루선생黔婁先生〉 〈진중자陳仲子〉 〈어부漁父〉(이상 전국 시대 사람 9명)
- 〈안기생安期生〉(이상 진나라(秦) 사람 1명)
- 〈하상장인河上丈人〉 〈악신공樂臣公〉 〈갑공蓋公〉 〈사호四皓〉 〈황석공黃石公〉 〈노이징사魯二徵士〉 〈전하田何〉 〈왕생王生〉 〈지준摯峻〉 〈한복韓福〉 〈성공成公〉 〈안구망지安丘望之〉 〈송승지宋勝之〉 〈장중울張仲蔚〉 〈엄준嚴遵〉 〈팽성노인彭城老人〉 〈한순韓順〉 〈정박鄭樸〉 〈이홍李弘〉(이상 서한 시대 23명)

〈상장向長〉 〈민공閔貢〉

### 권하
총 28조 28명
- 〈왕패王霸〉 〈엄광嚴光〉 〈우뢰牛牢〉 〈동해은자東海隱者〉 〈양홍梁鴻〉 〈고회高恢〉 〈대동臺佟〉 〈한강韓康〉 〈구흔丘訢〉 〈교신矯愼〉 〈임당任棠〉 〈지순摯恂〉 〈법진法眞〉 〈한빈노보漢濱老父〉 〈서치徐穉〉 〈하복夏馥〉 〈곽태郭太〉 〈신도반申屠蟠〉 〈원굉袁閎〉 〈강굉姜肱〉 〈관녕管寧〉 〈정현鄭玄〉 〈임안任安〉 〈방공龐公〉 〈강기姜岐〉 〈순정荀靖〉(이상 동한 사람 26명)
- 〈호소胡昭〉 〈초선焦先〉(이상 위나라(魏) 사람 2명)

## 후대에 미친 영향
황보밀의 《고사전》은 현존하는 최초의 ‘은일전집’으로 후대 중국의 일민문학(隱逸文學)을 형성하는 데 지대한 영향을 미쳤다. 영향을 받은 책 가운데 상당수는 이미 망실되어 전하지 않지만, 그 중에서 명대 황보효(皇甫涍)가 편찬한 《속고사전》(또는 《일민전》이라고도 함)은 진대(晉代)부터 송대까지의 일사(逸士) 100명의 전기를 수록한 것으로 비교적 유명하다. 그밖에 청대 고조(高兆)의 《속고사전(續高士傳)》은 진대부터 명대까지의 고사(高士) 143명의 전기를 수록해 놓았다.
《고사전》은 또한 후대 시문의 창작에 많은 제재와 전고를 제공해주었다. 육조의 좌사(左思)·도연명(陶淵明)·사령운(謝靈運)과 같은 시인들은 그들의 작품에서 《고사전》의 고사를 전고로 즐겨 사용했다. 특히 허유와 소부의 고사는 황보밀의 손을 거쳐 완정(完整)한 고사로 성립되어 후대에 널리 유전(流傳)되었는데, 왕적(王積)·진자앙(陳子昂)·왕유(王維)·이백(李白)·두보(杜甫) 등과 같은 당대(唐代)의 저명한 시인들이 모두 그들의 작품에서 《고사전》의 허유·소부 고사를 전고로 원용(援用)한 바 있다.
《고사전》은 또한 후대 여러 전적의 인용·집록(輯錄) 자료로 널리 활용되었다. 《고사전》의 고사는 《세설신어》주·《삼국지》주·《후한서》주와 같은 주석서류, 《예문유취(藝文類聚)》·《태평어람(太平御覽)》·《고금도서집성(古今圖書集成)》과 같은 유서류(類書類) 등에 계속 인용·집록되어 있는데, 이러한 사실은 바로 중국문학에 있어서 《고사전》이 차지하는 중요성을 대변해 주는 것이라 하겠다.

## 한국 전래
《고사전》이 언제 한국에 전래되었는지 그 정확한 시기는 규명하기 어렵지만, 고려 선종 때인 1090년대 무렵에 전래된 것으로 추정된다. 《고사전》은 국내에 전래된 후 고려시대와 조선 시대를 거치면서 은일을 지향하던 많은 문인 학사들에게 영향을 미친 것으로 파악된다. 그 대표적인 예로는 허균(許筠)의 《한정록(閒情錄)》을 들 수 있는데, 《한정록》에는 《고사전》의 고사 수십여 조가 채록되어 있다.